# 高野千春
高野 千春（たかの ちはる）は、日本の漫画家。

## 人物
茨城県出身。2012年に『終末のマリステラ』（全4巻）でデビュー。他作品に『越天の空』（原作：地雷魚）、『日本国召喚』（原作：みのろう）のコミカライズなどがある。
日本国召喚では兵器のイラストを担当しコミカライズの作画を行った。紛争や兵器をテーマにした作品が多い。